# Poolbillard-Europameisterschaft

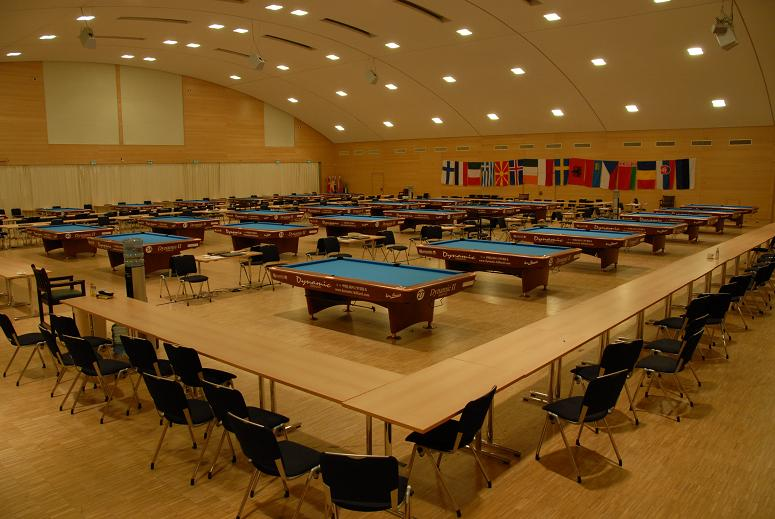
Europameisterschaft 2008 in Willingen

Die Poolbillard-Europameisterschaft wird seit 1978 jährlich von der European Pocket Billiard Federation ausgetragen.
Im Startjahr wurden nur in den Disziplinen 8-Ball und 14 und 1 endlos Europameistertitel der Herren vergeben. Im Jahr 1981 kamen in den gleichen Disziplinen Europameistertitel der Damen hinzu. Seit 1985 wird 9-Ball als dritte Disziplin bei den Damen und Herren gespielt. Seit 1985 beziehungsweise 1989 werden die Mannschafts-Europameister der Herren und Damen ermittelt. Von 2005 bis 2011 fanden jedoch keine Mannschafts-Wettbewerbe statt. Der Titel des Europameisters der Rollstuhlfahrer wird seit 1999 in den Disziplinen 8-Ball und 9-Ball ebenfalls im Rahmen der Europameisterschaft vergeben.
Mit der Europameisterschaft 2010 in Zagreb kam 10-Ball als weitere Disziplin hinzu, die sowohl von Herren und Damen als auch den Rollstuhlfahrern ausgetragen wird.

## Austragungsorte
Der Austragungsort für die Europameisterschaften ist in allen drei Disziplinen für Herren, Damen und Rollstuhlfahrer identisch und wechselt jährlich. Lediglich 1992 war eine Ausnahme, da in diesem Jahr der 9-Ball Wettbewerb der Damen und Herren im österreichischen Velden ausgetragen wurde, während die 8-Ball und 14/1 Meisterschaften im slowenischen Ljubljana stattfanden.
Deutschland war bisher fünfmal Ausrichter einer Poolbillard-EM: 1980 in Alsdorf, 1987 in Stolberg, 2006 in Brandenburg an der Havel, 2008 in Willingen und 2011 erneut in Brandenburg an der Havel.
Österreich war bisher ebenfalls fünfmal EM-Ausrichter (1985 in St. Johann, 1992 in Velden, 2000 in Bregenz sowie 2009 und 2016 erneut in St. Johann). In der Schweiz fand die Europameisterschaft bisher zweimal statt: 1981 in Bern und 1990 in St. Moritz.

## Statistik

### Herren
| Jahr | Austragungsort   | 8-Ball              | 8-Ball              | 9-Ball                 | 9-Ball              | 14/1 endlos        | 14/1 endlos         | 10-Ball           | 10-Ball                |
| Jahr | Austragungsort   | Sieger              | Finalist            | Sieger                 | Finalist            | Sieger             | Finalist            | Sieger            | Finalist               |
| ---- | ---------------- | ------------------- | ------------------- | ---------------------- | ------------------- | ------------------ | ------------------- | ----------------- | ---------------------- |
| 1980 | Alsdorf          | Bengt Jonasson      | Sven Olaf Olsson    | –                      | –                   | Tomy Eriksson      | Norbert Spaniol     | –                 | –                      |
| 1981 | Bern             | Sven Olaf Olsson    | Günter Geisen       | –                      | –                   | Jurgen Karlsson    | Tomy Eriksson       | –                 | –                      |
| 1982 | Göteborg         | Bengt Jonasson      | Björn Jonsson       | –                      | –                   | Ulf Hjalmvall      | Jurgen Karlsson     | –                 | –                      |
| 1983 | Valkenburg       | Sven Olaf Olsson    | Bengt Jonasson      | –                      | –                   | Bjørn L’Orange     | Björn Jonsson       | –                 | –                      |
| 1984 | London           | Björn Jonsson       | Ulf Hjalmvall       | –                      | –                   | Bengt Pedersen     | Bruno Ernst         | –                 | –                      |
| 1985 | St. Johann       | Björn Jonsson       | Mikael Hallgren     | Ulf Hjalmvall          | Uwe Sander          | Jurgen Karlsson    | Bengt Pedersen      | –                 | –                      |
| 1986 | Oslo             | Björn Jonsson       | Tom Storm           | Bjørn L’Orange         | Dan Johansson       | Norbert Lang       | Jurgen Karlsson     | –                 | –                      |
| 1987 | Stolberg         | Ulf Hjalmvall       | Björn Jonsson       | Tom Storm              | Uwe Sander          | Oliver Ortmann     | Thomas Engert       | –                 | –                      |
| 1988 | Stockholm        | Mikael Hallgren     | Thomas Engert       | Tom Storm              | Christer Lofstrand  | Per Anda           | Bernd Hoffmann      | –                 | –                      |
| 1989 | Schaan           | Ralf Souquet        | Mikael Hallgren     | Thomas Engert          | Tom Storm           | Oliver Ortmann     | Per Anda            | –                 | –                      |
| 1990 | St. Moritz       | Tom Storm           | Ralf Souquet        | Thomas Engert          | Mikael Hallgren     | Oliver Ortmann     | Waldemar Markert    | –                 | –                      |
| 1991 | Mussolente       | Ralf Souquet        | Tom Storm           | Thomas Engert          | Tony Deigner        | Jan Lundell        | Oliver Ortmann      | –                 | –                      |
| 1992 | Ljubljana Velden | Ralf Souquet        | Trond Larsen        | Werner Duregger        | Mario Lannoye       | Niklas Bergendorff | Ralf Souquet        | –                 | –                      |
| 1993 | Siófok Oslo      | Ralf Souquet        | Thomas Engert       | Oliver Ortmann         | Ralf Souquet        | Thomas Engert      | Ralf Souquet        | –                 | –                      |
| 1994 | Annecy Tampere   | Ralf Souquet        | Thomas Engert       | Oliver Ortmann         | Bengt Jonasson      | Thomas Engert      | Niklas Bergendorff  | –                 | –                      |
| 1995 | Antwerpen        | Ralf Souquet        | Peter Nielsen       | Ralf Souquet           | Oliver Ortmann      | Ralf Souquet       | Rolf Alex           | –                 | –                      |
| 1996 | Békéscsaba       | Oliver Ortmann      | Ralf Souquet        | Oliver Ortmann         | Thomas Engert       | Ralf Souquet       | Oliver Ortmann      | –                 | –                      |
| 1997 | Stavanger        | Bernd Jahnke        | Ralf Souquet        | Ralf Souquet           | Bernd Jahnke        | Ralf Souquet       | Oliver Ortmann      | –                 | –                      |
| 1998 | Luxemburg        | Ralf Souquet        | Rico Diks           | Ralf Souquet           | Fabio Petroni       | Mika Immonen       | Ralf Souquet        | –                 | –                      |
| 1999 | Poznań           | Ralf Souquet        | Peter Nielsen       | Oliver Ortmann         | Samuel Clemann      | Tom Storm          | Oliver Ortmann      | –                 | –                      |
| 2000 | Bregenz          | Ralf Souquet        | Thomas Engert       | Marcus Chamat          | Ralf Souquet        | Oliver Ortmann     | Alex Lely           | –                 | –                      |
| 2001 | Karlsbad         | Niklas Bergendorff  | Nick van den Berg   | Rico Diks              | Andreas Roschkowsky | Thomas Engert      | Nick van den Berg   | –                 | –                      |
| 2002 | Tampere          | Šandor Tot          | Stephan Cohen       | Oliver Ortmann         | Sascha Specchia     | Niels Feijen       | Stephan Cohen       | –                 | –                      |
| 2003 | Białystok        | Ralf Souquet        | Tom Storm           | Oliver Ortmann         | Alexander Markut    | Niels Feijen       | Tom Storm           | –                 | –                      |
| 2004 | Prag             | Thorsten Hohmann    | Niels Feijen        | Thomas Engert          | Ralf Souquet        | Niels Feijen       | Thomas Engert       | –                 | –                      |
| 2005 | Veldhoven        | Alex Lely           | Tomasz Kapłan       | Alex Lely              | Ralf Souquet        | Thorsten Hohmann   | Nicolas Ottermann   | –                 | –                      |
| 2006 | Brandenburg      | Oliver Ortmann      | Aki Heiskanen       | Ralf Souquet           | Marco Tschudi       | Oliver Ortmann     | Ralf Souquet        | –                 | –                      |
| 2007 | Liberec          | Oliver Ortmann      | Tony Drago          | Thorsten Hohmann       | Radosław Babica     | Niels Feijen       | Konstantin Stepanow | –                 | –                      |
| 2008 | Willingen        | Marcus Chamat       | Zoran Svilar        | Stephan Cohen          | Zoran Svilar        | Ivica Putnik       | Ralf Souquet        | –                 | –                      |
| 2009 | St. Johann       | Andreas Roschkowsky | Nikos Ekonomopoulos | Nick van den Berg      | Ruslan Tschinachow  | Dimitri Jungo      | Niels Feijen        | –                 | –                      |
| 2010 | Zagreb           | Konstantin Stepanow | Marcus Chamat       | Ralf Souquet           | Mateusz Śniegocki   | David Alcaide      | Artem Koschowyj     | Ralf Souquet      | Niels Feijen           |
| 2011 | Brandenburg      | Dominic Jentsch     | Ralf Souquet        | Nick van den Berg      | Mario He            | Tomasz Kapłan      | Fabio Petroni       | Stephan Cohen     | Radosław Babica        |
| 2012 | Luxemburg        | Mario He            | Artem Koschowyj     | Francisco Díaz-Pizarro | Marcus Chamat       | Nick van den Berg  | Niels Feijen        | Dominic Jentsch   | Stephan Cohen          |
| 2013 | Portorož         | David Alcaide       | Jim Chawki          | Niels Feijen           | Zoran Svilar        | Nick van den Berg  | Tomasz Kapłan       | Mateusz Śniegocki | Konstantin Stepanow    |
| 2014 | Kyrenia          | Nick van den Berg   | Jakub Koniar        | Niels Feijen           | Jürgen Jenisy       | Niels Feijen       | Nick van den Berg   | David Alcaide     | Ivo Aarts              |
| 2015 | Vale do Lobo     | Niels Feijen        | Karol Skowerski     | Francisco Díaz-Pizarro | Karol Skowerski     | Nick van den Berg  | Niels Feijen        | Alexander Kazakis | Francisco Díaz-Pizarro |
| 2016 | St. Johann       | Witalij Pazura      | Francisco Sánchez   | Francisco Sánchez      | Joshua Filler       | Albin Ouschan      | Konstantin Stepanow | David Alcaide     | Petri Makkonen         |
| 2017 | Albufeira        | Jani Uski           | Marc Bijsterbosch   | Ruslan Tschinachow     | Ronald Regli        | Niels Feijen       | Tomasz Kapłan       | Marc Bijsterbosch | Christian Sparrenlöv   |
| 2018 | Veldhoven        | Bahram Lotfy        | Konrad Juszczyszyn  | Konrad Juszczyszyn     | Stanimir Ruslanow   | Niels Feijen       | Albin Ouschan       | Joshua Filler     | Albin Ouschan          |

### Damen
| Jahr | Austragungsort   | 8-Ball               | 8-Ball                 | 9-Ball              | 9-Ball             | 14/1 endlos         | 14/1 endlos         | 10-Ball              | 10-Ball              |
| Jahr | Austragungsort   | Siegerin             | Finalistin             | Siegerin            | Finalistin         | Siegerin            | Finalistin          | Siegerin             | Finalistin           |
| ---- | ---------------- | -------------------- | ---------------------- | ------------------- | ------------------ | ------------------- | ------------------- | -------------------- | -------------------- |
| 1981 | Bern             | Klara Lensing        | Eva Eleholt            | –                   | –                  | Ewa Svensson        | Giesela Wohlwender  | –                    | –                    |
| 1982 | Göteborg         | Klara Lensing        | Louise Furberg         | –                   | –                  | Eva Eleholt         | Anke Cronquist      | –                    | –                    |
| 1983 | Valkenburg       | Klara Lensing        | Anke Cronquist         | –                   | –                  | Heide Andersson     | Eva Eleholt         | –                    | –                    |
| 1984 | London           | Sylvia Buschhüter    | Klara Lensing          | –                   | –                  | Eva Eleholt         | Franziska Stark     | –                    | –                    |
| 1985 | St. Johann       | Anke Cronquist       | Margit Schlosser       | Heide Andersson     | Hazel Dabrowski    | Eva Eleholt         | Marie Thorné        | –                    | –                    |
| 1986 | Oslo             | Anke Cronquist       | Doris Riesch           | Helena Thornfeldt   | Heide Andersson    | Franziska Stark     | Louise Furberg      | –                    | –                    |
| 1987 | Stolberg         | Birgitt Hermann      | Christina Lilja        | Helena Thornfeldt   | Heide Andersson    | Louise Furberg      | Franziska Stark     | –                    | –                    |
| 1988 | Stockholm        | Klara Lensing        | Anette Aronsson        | Franziska Stark     | Helena Thornfeldt  | Louise Furberg      | Sylvia Buschhüter   | –                    | –                    |
| 1989 | Schaan           | Gerda Hofstätter     | Jacqueline von Kanel   | Franziska Stark     | Helena Thornfeldt  | Louise Furberg      | Sylvia Buschhüter   | –                    | –                    |
| 1990 | St. Moritz       | Ilona Bernhard       | Jacqueline von Kanel   | Franziska Stark     | Klara Lensing      | Louise Furberg      | Andrea Kroll        | –                    | –                    |
| 1991 | Mussolente       | Sylvia Buschhüter    | Ilona Bernhard         | Louise Furberg      | Franziska Stark    | Helena Thornfeldt   | Andrea Kroll        | –                    | –                    |
| 1992 | Ljubljana Velden | Louise Furberg       | Ilona Bernhard         | Franziska Stark     | Vibeke Havre       | Helena Thornfeldt   | Ilona Bernhard      | –                    | –                    |
| 1993 | Siófok Oslo      | Gerda Hofstätter     | Louise Furberg         | Gerda Hofstätter    | Franziska Stark    | Franziska Stark     | Gerda Hofstätter    | –                    | –                    |
| 1994 | Annecy Tampere   | Ilona Bernhard       | Karin Mayet            | Franziska Stark     | Gerda Hofstätter   | Helena Thornfeldt   | Gerda Hofstätter    | –                    | –                    |
| 1995 | Antwerpen        | Ilona Bernhard       | Monja Kielhorn         | Gerda Hofstätter    | Franziska Stark    | Gerda Hofstätter    | Monja Kielhorn      | –                    | –                    |
| 1996 | Békéscsaba       | Franziska Stark      | Monja Kielhorn         | Sabina Dederding    | Franziska Stark    | Monja Kielhorn      | Franziska Stark     | –                    | –                    |
| 1997 | Stavanger        | Gerda Hofstätter     | Anita Rizutti          | Sylvia Buschhüter   | Line Kjørsvik      | Gerda Hofstätter    | Franziska Stark     | –                    | –                    |
| 1998 | Luxemburg        | Ilona Bernhard       | Karen Corr             | Allison Fisher      | Julia Rechfeld     | Allison Fisher      | Franziska Stark     | –                    | –                    |
| 1999 | Poznań           | Franziska Stark      | Louise Furberg         | Daniela Husseneder  | Silke Falkus       | Franziska Stark     | Ulrika Andersson    | –                    | –                    |
| 2000 | Bregenz          | Franziska Stark      | Karin Mayet            | Karin Mayet         | Line Kjørsvik      | Christina Niklasson | Franziska Stark     | –                    | –                    |
| 2001 | Brünn            | Gerda Hofstätter     | Karin Mayet            | Karin Mayet         | Ulrika Andersson   | Line Kjørsvik       | Franziska Stark     | –                    | –                    |
| 2002 | Tampere          | Louise Furberg       | Line Kjørsvik          | Sandra Ortner       | Tiziana Cacciamani | Ulrika Andersson    | Sandra Ortner       | –                    | –                    |
| 2003 | Białystok        | Charlotte Sørensen   | Franziska Stark        | Sandra Ortner       | Louise Furberg     | Sandra Ortner       | Line Kjørsvik       | –                    | –                    |
| 2004 | Prag             | Line Kjørsvik        | Charlotte Sørensen     | Laetitia Dos Santos | Ulrika Andersson   | Line Kjørsvik       | Daniela Benz        | –                    | –                    |
| 2005 | Veldhoven        | Christine Naeff      | Wendy Jans             | Jasmin Ouschan      | Charlotte Sørensen | Jasmin Ouschan      | Diana Stateczny     | –                    | –                    |
| 2006 | Brandenburg      | Jasmin Ouschan       | Daniela Benz           | Line Kjørsvik       | Katrine Jensen     | Jasmin Ouschan      | Janine Schwan       | –                    | –                    |
| 2007 | Liberec          | Diana Stateczny      | Charlotte Sørensen     | Eylül Kibaroğlu     | Line Kjørsvik      | Jasmin Ouschan      | Sabrina Naverschnig | –                    | –                    |
| 2008 | Willingen        | Jasmin Ouschan       | Line Kjørsvik          | Sabina Dederding    | Estelle Bijnen     | Charlotte Sørensen  | Line Kjørsvik       | –                    | –                    |
| 2009 | St. Johann       | Jasmin Ouschan       | Janine Schwan          | Jasmin Ouschan      | Veronika Hubrtova  | Gerda Hofstätter    | Jasmin Ouschan      | –                    | –                    |
| 2010 | Zagreb           | Jasmin Ouschan       | Line Kjørsvik          | Jasmin Ouschan      | Gerda Hofstätter   | Jasmin Ouschan      | Gerda Hofstätter    | Jasmin Ouschan       | Ina Jentschura       |
| 2011 | Brandenburg      | Kynthia Orfanidis    | Marika Poikkijoki      | Jasmin Ouschan      | Gerda Hofstätter   | Jasmin Ouschan      | Line Kjørsvik       | Jasmin Ouschan       | Natalja Seroschtan   |
| 2012 | Luxemburg        | Natalja Seroschtan   | Marika Poikkijoki      | Marika Poikkijoki   | Jasmin Michel      | Line Kjørsvik       | Anna Maschirina     | Jasmin Ouschan       | Natalja Seroschtan   |
| 2013 | Portorož         | Line Kjørsvik        | Marika Poikkijoki      | Jasmin Ouschan      | Line Kjørsvik      | Oliwia Czupryńska   | Marika Poikkijoki   | Jasmin Ouschan       | Katarzyna Wesołowska |
| 2014 | Kyrenia          | Darja Sirotina       | Kamila Khodjaeva       | Jasmin Ouschan      | Line Kjørsvik      | Jasmin Ouschan      | Oliwia Czupryńska   | Katarzyna Wesołowska | Ina Kaplan           |
| 2015 | Vale do Lobo     | Caroline Roos        | Line Kjørsvik          | Jasmin Ouschan      | Kamila Khodjaeva   | Jasmin Ouschan      | Kamila Khodjaeva    | Kamila Khodjaeva     | Jasmin Ouschan       |
| 2016 | St. Johann       | Kristina Tkatsch     | Kateryna Polowyntschuk | Kamila Khodjaeva    | Ina Kaplan         | Jasmin Ouschan      | Oliwia Czupryńska   | Jasmin Ouschan       | Line Kjørsvik        |
| 2017 | Albufeira        | Jasmin Ouschan       | Melanie Süßenguth      | Kelly Fisher        | Natalja Seroschtan | Kristina Tkatsch    | Jasmin Ouschan      | Amalia Matas         | Ana Gradišnik        |
| 2018 | Veldhoven        | Veronika Ivanovskaia | Tamara Peeters         | Kelly Fisher        | Jasmin Ouschan     | Jasmin Ouschan      | Kristina Tkatsch    | Jana Schut           | Jasmin Ouschan       |

### Rollstuhlfahrer
| Jahr | Austragungsort | 8-Ball         | 8-Ball         | 9-Ball         | 9-Ball          | 10-Ball       | 10-Ball        |
| Jahr | Austragungsort | Sieger         | Finalist       | Sieger         | Finalist        | Sieger        | Finalist       |
| ---- | -------------- | -------------- | -------------- | -------------- | --------------- | ------------- | -------------- |
| 1999 | Poznań         | Henrik Larsson | Emil Schranz   | Kurt Deklerck  | Tankred Volkmer | –             | –              |
| 2000 | Bregenz        | Kurt Deklerck  | Henrik Larsson | Henrik Larsson | Kurt Deklerck   | –             | –              |
| 2001 | Karlsbad       | Daniel Luton   | Kurt Deklerck  | Henrik Larsson | Kurt Deklerck   | –             | –              |
| 2002 | Tampere        | Jouni Tähti    | Henrik Larsson | Henrik Larsson | Jouni Tähti     | –             | –              |
| 2003 | Białystok      | Jouni Tähti    | Henrik Larsson | Jouni Tähti    | Kurt Deklerck   | –             | –              |
| 2004 | Prag           | Henrik Larsson | Jouni Tähti    | Fred Dinsmore  | Henrik Larsson  | –             | –              |
| 2005 | Veldhoven      | Jouni Tähti    | Henrik Larsson | Henrik Larsson | Jouni Tähti     | –             | –              |
| 2006 | Brandenburg    | Jouni Tähti    | Henrik Larsson | Roy Kimberley  | Matt Duffy      | –             | –              |
| 2007 | Liberec        | Daniel Luton   | Henrik Larsson | Roy Kimberley  | Henrik Larsson  | –             | –              |
| 2008 | Willingen      | Karl Read      | Henrik Larsson | Jouni Tähti    | Emil Schranz    | –             | –              |
| 2009 | St. Johann     | Jouni Tähti    | Tony Southern  | Jouni Tähti    | Roy Kimberley   | –             | –              |
| 2010 | Zagreb         | Kurt Deklerck  | Henrik Larsson | Jouni Tähti    | Henrik Larsson  | Jouni Tähti   | Roy Kimberley  |
| 2011 | Brandenburg    | Jouni Tähti    | Kurt Deklerck  | Henrik Larsson | Jouni Tähti     | Jouni Tähti   | Henrik Larsson |
| 2012 | Luxemburg      | Jouni Tähti    | Roy Kimberley  | Jouni Tähti    | Daniel Luton    | Daniel Luton  | Fred Dinsmore  |
| 2013 | Portorož       | Fred Dinsmore  | Henrik Larsson | Fred Dinsmore  | Tony Southern   | Kurt Deklerck | Roy Kimberley  |
| 2014 | Kyrenia        | Jouni Tähti    | Henrik Larsson | Jouni Tähti    | Fred Dinsmore   | Fred Dinsmore | Roy Kimberley  |
| 2015 | Vale do Lobo   | Fred Dinsmore  | Daniel Luton   | Jouni Tähti    | Tony Southern   | Jouni Tähti   | Kurt Deklerck  |
| 2016 | St. Johann     | Henrik Larsson | Tony Southern  | Henrik Larsson | Kurt Deklerck   | Jouni Tähti   | Kurt Deklerck  |
| 2017 | Albufeira      | Jouni Tähti    | Kurt Deklerck  | Jouni Tähti    | Henrik Larsson  | Kurt Deklerck | Roy Kimberley  |
| 2018 | Veldhoven      | Jouni Tähti    | Henrik Larsson | Jouni Tähti    | Fred Dinsmore   | Jouni Tähti   | Roy Kimberley  |

### Herren-Mannschaften
| Jahr                        | Austragungsort |             | Europameister | Ergebnis    | 2. Platz       |                | Halbfinalisten | Halbfinalisten |
| --------------------------- | -------------- | ----------- | ------------- | ----------- | -------------- | -------------- | -------------- | -------------- |
| 1985                        | St. Johann     | Deutschland |               | Schweden    | Österreich     | Schweiz        |                |                |
| 1986                        | Oslo           | Schweden    |               | Deutschland | Großbritannien | Norwegen       |                |                |
| 1987                        | Stolberg       | Deutschland |               | Schweden    | Österreich     | Schweiz        |                |                |
| 1988                        | Stockholm      | Deutschland |               | Schweden    | Norwegen       | Österreich     |                |                |
| 1989                        | Schaan         | Deutschland |               | Österreich  | Schweden       | Norwegen       |                |                |
| 1990                        | St. Moritz     | Schweden    |               | Deutschland | Schweiz        | Norwegen       |                |                |
| 1991                        | Mussolente     | Deutschland |               | Schweden    | Österreich     | Schweiz        |                |                |
| 1992                        | Velden         | Deutschland |               | Schweden    | Österreich     | Norwegen       |                |                |
| 1993                        | Oslo           | Deutschland |               | Schweden    | Schweiz        | Finnland       |                |                |
| 1994                        | Tampere        | Deutschland |               | Österreich  | Schweiz        | Schweden       |                |                |
| 1995                        | Antwerpen      | Deutschland |               | Schweden    | Norwegen       | Österreich     |                |                |
| 1996                        | Békéscsaba     | Deutschland |               | Österreich  | Dänemark       | Schweiz        |                |                |
| 1997                        | Stavanger      | Deutschland |               | Dänemark    | Luxemburg      | Österreich     |                |                |
| 1998                        | Luxemburg      | Dänemark    |               | Finland     | Deutschland    | Großbritannien |                |                |
| 1999                        | Posen          | Deutschland |               | Niederlande | Finnland       | Norwegen       |                |                |
| 2000                        | Bregenz        | Niederlande |               | Deutschland | Finnland       | Schweden       |                |                |
| 2001                        | Karlsbad       | Deutschland |               | Schweden    | Niederlande    | Schweiz        |                |                |
| 2002                        | Tampere        | Deutschland |               | Finnland    | Ungarn         | Schweden       |                |                |
| 2003                        | Białystok      | Schweden    |               | Kroatien    | Schweiz        | Niederlande    |                |                |
| 2004                        | Prag           | Niederlande |               | Deutschland | Italien        | Finnland       |                |                |
| 2005                        | Veldhoven      | Deutschland |               | Tschechien  | Niederlande    | Finnland       |                |                |
| 2006–2011 nicht ausgetragen |                |             |               |             |                |                |                |                |
| 2012                        | Luxemburg      |             | Spanien       | 2:1         | Deutschland    |                | Finnland       | Österreich     |
| 2013                        | Portorož       | Niederlande | 2:1           | Finnland    | Großbritannien | Russland       |                |                |
| 2014                        | Kyrenia        | Österreich  | 2:1           | Spanien     | Deutschland    | Portugal       |                |                |
| 2015                        | Vale do Lobo   | Polen       | 2:1           | Niederlande | Deutschland    | Österreich     |                |                |
| 2016                        | St. Johann     | Deutschland | 2:1           | Russland    | Schweden       | Finnland       |                |                |
| 2017                        | Albufeira      | Österreich  | 2:1           | Finnland    | Polen          | Spanien        |                |                |
| 2018                        | Veldhoven      | Polen       | 2:1           | Niederlande | Kroatien       | Estland        |                |                |

### Damen-Mannschaften
| Jahr                        | Austragungsort |             | Europameister | Ergebnis    | 2. Platz    |                | Halbfinalisten | Halbfinalisten |
| --------------------------- | -------------- | ----------- | ------------- | ----------- | ----------- | -------------- | -------------- | -------------- |
| 1989                        | Schaan         | Schweden    |               | Deutschland | Schweiz     | Österreich     |                |                |
| 1990                        | St. Moritz     | Schweiz     |               | Deutschland | Österreich  | Schweden       |                |                |
| 1991                        | Mussolente     | Schweden    |               | Schweiz     | Deutschland | Österreich     |                |                |
| 1992                        | Velden         | Deutschland |               | Schweden    | Schweiz     | Österreich     |                |                |
| 1993                        | Oslo           | Schweden    |               | Deutschland | Schweiz     | Österreich     |                |                |
| 1994                        | Tampere        | Deutschland |               | Schweden    | Österreich  | Schweiz        |                |                |
| 1995                        | Antwerpen      | Deutschland |               | Schweden    | Niederlande | Österreich     |                |                |
| 1996                        | Békéscsaba     | Deutschland |               | Schweiz     | Norwegen    | Österreich     |                |                |
| 1997                        | Stavanger      | Schweiz     |               | Deutschland | Österreich  | Norwegen       |                |                |
| 1998                        | Luxemburg      | Norwegen    |               | Schweden    | Schweiz     | Deutschland    |                |                |
| 1999                        | Posen          | Schweden    |               | Norwegen    | Deutschland | Niederlande    |                |                |
| 2000                        | Bregenz        | Schweden    |               | Schweiz     | Österreich  | Deutschland    |                |                |
| 2001                        | Brünn          | Deutschland |               | Norwegen    | Österreich  | Schweden       |                |                |
| 2002                        | Tampere        | Schweden    |               | Deutschland | Dänemark    | Finnland       |                |                |
| 2003                        | Białystok      | Deutschland |               | Schweden    | Niederlande | Finnland       |                |                |
| 2004                        | Prag           | Deutschland |               | Dänemark    | Niederlande | Finnland       |                |                |
| 2005                        | Veldhoven      | Deutschland |               | Niederlande | Italien     | Großbritannien |                |                |
| 2006–2011 nicht ausgetragen |                |             |               |             |             |                |                |                |
| 2012                        | Luxemburg      |             | Polen         | 5:4         | Norwegen    |                | Russland       | Österreich     |
| 2013                        | Portorož       | Schweden    | 2:0           | Bulgarien   | Polen       | Österreich     |                |                |
| 2014                        | Kyrenia        | Österreich  | 2:0           | Russland    | Norwegen    | Schweiz        |                |                |
| 2015                        | Vale do Lobo   | Russland    | 2:0           | Norwegen    | Schweiz     | Österreich     |                |                |
| 2016                        | St. Johann     | Polen       | 2:1           | Russland    | Norwegen    | Deutschland    |                |                |
| 2017                        | Albufeira      | Russland    | 2:0           | Spanien     | Schweiz     | Niederlande    |                |                |
| 2018                        | Veldhoven      | Portugal    | 2:0           | Ukraine     | Niederlande | Russland       |                |                |